# The Equatorial Stars
Albums par Brian Eno
Drawn from Life
(2001) Another Day on Earth
(2005)
Albums par Robert Fripp
A Temple in the Clouds
(2000) Love Cannot Bear
(2005)
The Equatorial Stars est un album issu d'une collaboration entre Brian Eno et Robert Fripp, sorti en 2004. C'est le premier album réalisé en commun par les deux musiciens depuis Evening Star, en 1975.
Les titres des pistes correspondent aux étoiles et constellations Meissa, la Lyre, Tarazed, le Loup, Ankaa, Altaïr et Terebellum.

## Titres
1. Meissa – 8:08
2. Lyra – 7:45
3. Tarazed – 5:03
4. Lupus – 5:09
5. Ankaa – 7:01
6. Altair – 5:11
7. Terebellum – 9:40